# Mordet i præstegården
Mordet i præstegården (engelsk The Murder at the Vicarage) er en Agatha Christie krimi fra 1930. Den foregår delvis i den fiktive landsby St. Mary Mead, hvor Miss Marple bor.

## Plot
Fortælleren i denne roman, hvori Miss Marple optræder for første gang, er landsbyens præst, Len Clement, som finder et lig i sit arbejdsværelse. En stor del af landsbyens indbyggere, selv præsten og hans hustru, Griselda, er mistænkt for mordet, som opklares af Miss Marple ved hjælp af en fuglekikkert og opmærksomhed på landsbysladder. En del af indbyggerne i St. Mary Mead optræder i senere romaner, så nogle af de mistænkte kan udelukkes, hvis Miss Marple fortællingerne læses i kronologisk rækkefølge. 

## Anmeldelser
Nogle anmeldere så denne roman som en af de bedste af Christies Miss Marple fortællinger. , mens andre fandt, at "der er lidt for mange uforklarlige sammentræf". .

## Danske udgaver
- Carit Andersen; 1951.
- Carit Andersen (De trestjernede kriminalromaner nr. 22); 2. udgave; 1963.
- Forum (De trestjernede kriminalromaner, nr. 22); 1971.
- Forum Krimi; 3. udgave; 1980.
- Wangel;Forum; 1990.
- Peter Asschenfeldts Nye Forlag; 1998.